# J.R. Smith
Earl Joseph Smith III, conocido como J.R. Smith (Freehold, Nueva Jersey, 9 de septiembre de 1985) es un exjugador de baloncesto estadounidense que disputó 16 temporadas en la NBA. Con 1,98 metros de altura, jugaba en la posición de escolta.
Campeón de la NBA en 2016 con Cleveland Cavaliers y en 2020 con Los Angeles Lakers, es hermano mayor del también baloncestista profesional Chris Smith (n. 1987).
Desde 2021 juega al golf en la NCAA con la Universidad Agrónoma y Técnica Estatal de Carolina del Norte (North Carolina A&T).

## Carrera

### High School
Pasó cinco años en el instituto. Como estudiante de primer año en la 1999-2000, cursó el primer semestre en el 'Steinert High School' y el siguiente en el 'McCorristin Catholic High', ambos en Nueva Jersey. Al no haber practicado deporte en ninguno de los dos centros, se le permitió trasladarse al 'Lakewood High School' y repetir su primer año. Jugó dos temporadas de baloncesto en Lakewood antes de trasladarse a la 'Saint Benedict's Preparatory School' en 2002.  En su año sénior se centró en el baloncesto, donde promedió 27 puntos, 6 rebotes y 5 asistencias. Al finalizar su etapa de instituto, en 2004, se comprometió para jugar con la universidad de North Carolina. Pero, tras ser elegido MVP del McDonald's All-American Game de 2004, junto a Dwight Howard, decidió no asistir a la universidad y presentarse al Draft de la NBA.

### Profesional
New Orleans
Fue seleccionado en la 18.ª posición del Draft de la NBA de 2004 por New Orleans Hornets y en su año rookie promedió 10,3 puntos, 2 rebotes y 1,9 asistencias.
En 2005 participó en el concurso de mates del All-Star Weekend, impresionando al público con un espectacular mate cambiándose el balón de mano por detrás de la espalda y machacando. 
Denver Nuggets
El 13 de julio de 2006, Smith fue traspasado junto con P.J. Brown a Chicago Bulls por el pívot Tyson Chandler, y 6 días después volvió a ser traspasado, esta vez a Denver Nuggets por el base Howard Eisley y dos elecciones de segunda ronda de 2007.
El 8 de diciembre de 2006, Smith realizó el mejor partido de su carrera, anotando 37 puntos ante Miami Heat, con 7 triples en la primera mitad. El día 16 del mismo mes, se vio envuelto en la famosa pelea entre jugadores de New York Knicks y Denver Nuggets, siendo posteriormente sancionado por la liga con 10 partidos. Su primer año en los Nuggets fue notable, promediando 13 puntos y 2.3 rebotes. Tras la adquisición de Allen Iverson, los minutos de juego y números de Smith descendieron considerablemente.
China
En verano de 2011, Smith ficha por los Zhejiang Chouzhou Golden Bulls de la liga china debido al cierre patronal de la NBA. El 1 de febrero de 2012 anotó 60 puntos saliendo desde el banquillo en la victoria por 119-115 sobre los Qingdao DoubleStar. Dos días después aportó 40 puntos en la victoria ante los Shandong Lions.
New York Knicks
A causa de la ausencia de los Golden Bulls en los playoffs de la liga china, fichó por los New York Knicks el 12 de febrero de 2012. disuptando 35 encuentros hasta final de temporada.
El 11 de julio de 2012, renueva su contrato con los Knicks. Ese año, en la temporada 2012-13, fue designado Mejor Sexto Hombre de la NBA.
En julio de 2013, renueva con los Knicks.
Cleveland Cavaliers
Durante su cuarta temporada en Nueva York, el 5 de enero de 2015, fue traspasado a los Cleveland Cavaliers en un acuerdo entre tres equipos que involucró a los Oklahoma City Thunder y los New York Knicks.
Desde que llegó a Cleveland se hizo con la titularidad. El 20 de junio de 2016, se proclama campeón de la NBA con Cleveland Cavaliers derrotando a los Golden State Warriors en el séptimo partido de la serie.
El 15 de diciembre de 2017 supera a Billups, y se coloca, junto a Nowitzki (11.º y 12.º respectivamente), en la lista de máximos anotadores de triples en la historia de la NBA con 1830.
Las dos temporadas siguientes, 16-17 y 17-18, vuelve a disputar la final de la NBA, aunque en ambas ocasiones sale derrotado. Una de las jugadas más mediáticas, fue la que se produjo durante el primer partido de las Finales de 2018 frente a Warriors. Con el partido empatado, Smith cogió un rebote de un tiro libre fallado por George Hill, a falta de 4,7 segundos para que terminase el encuentro. Smith, aparentemente confuso y pensando que los Cavs iban ganando, intentó retroceder y consumir el tiempo antes de pasarle el balón a George Hill a falta de 1.2 segundos. Ese último cuarto finalizó en empate y en la prórroga los Cavaliers perdieron por 124–114. En la entrevista post-partido, Smith inicialmente dijo que era consciente de que el partido estaba empatado. Pero más tarde se retractó diciendo que, “Después de pensarlo mucho... No puedo decir que estuviera seguro de ello.”
El 20 de noviembre de 2018, J.R. es apartado de la disciplina de los Cavaliers, tras unas declaraciones en las que afirmaba que la franquicia hacia "tanking". El 15 de julio de 2019, es cortado finalmente por los Cavs.
Lakers
El 29 de junio de 2020, firma con Los Angeles Lakers de cara a la reanudación de la temporada 2019-20. El 11 de octubre de 2020 se proclama campeón de la NBA por segunda vez en su carrera tras vencer a Miami Heat en la final de la NBA.

### Retirada
Tras una temporada sin jugar, en agosto de 2021 se hace oficial su incorporación al equipo de golf de la NCAA de la Universidad de North Carolina.

## Estadísticas de su carrera en la NBA
|  | Denota temporadas en las que su equipo fue Campeón de la NBA |

### Temporada regular
| Año     | Equipo      | PJ  | PT  | MPP  | %TC  | %3P  | %TL   | RPP | APP | ROB | TPP | PPP  |
| ------- | ----------- | --- | --- | ---- | ---- | ---- | ----- | --- | --- | --- | --- | ---- |
| 2004-05 | New Orleans | 76  | 56  | 24.5 | .394 | .288 | .689  | 2.0 | 1.9 | .7  | .1  | 10.3 |
| 2005-06 | New Orleans | 55  | 25  | 18.0 | .393 | .371 | .822  | 2.0 | 1.1 | .7  | .1  | 7.7  |
| 2006-07 | Denver      | 63  | 24  | 23.3 | .441 | .390 | .810  | 2.3 | 1.4 | .8  | .1  | 13.0 |
| 2007-08 | Denver      | 74  | 0   | 19.2 | .461 | .403 | .719  | 2.1 | 1.7 | .8  | .2  | 12.3 |
| 2008-09 | Denver      | 81  | 18  | 27.7 | .446 | .397 | .754  | 3.7 | 2.8 | 1.0 | .2  | 15.2 |
| 2009-10 | Denver      | 75  | 0   | 27.8 | .414 | .338 | .706  | 3.1 | 2.4 | 1.3 | .3  | 15.4 |
| 2010-11 | Denver      | 79  | 6   | 24.9 | .435 | .390 | .738  | 4.1 | 2.2 | 1.2 | .2  | 12.3 |
| 2011-12 | New York    | 35  | 1   | 27.6 | .407 | .337 | .709  | 3.9 | 2.4 | 1.5 | .2  | 12.5 |
| 2012-13 | New York    | 80  | 0   | 33.5 | .422 | .356 | .762  | 5.3 | 2.7 | 1.3 | .3  | 18.1 |
| 2013-14 | New York    | 74  | 37  | 32.7 | .415 | .394 | .652  | 4.0 | 3.0 | .9  | .3  | 14.5 |
| 2014-15 | New York    | 24  | 6   | 25.8 | .402 | .356 | .692  | 2.4 | 3.4 | 0.8 | .2  | 10.9 |
| 2014-15 | Cleveland   | 46  | 45  | 31.8 | .425 | .390 | .818  | 3.5 | 2.5 | 1.4 | .4  | 12.7 |
| 2015-16 | Cleveland   | 77  | 77  | 30.7 | .415 | .400 | .634  | 2.8 | 1.7 | 1.1 | .3  | 12.4 |
| 2016-17 | Cleveland   | 41  | 35  | 29.0 | .346 | .351 | .667  | 2.8 | 1.5 | 1.0 | .3  | 8.6  |
| 2017-18 | Cleveland   | 80  | 61  | 28.1 | .403 | .375 | .696  | 2.9 | 1.8 | .9  | .1  | 8.3  |
| 2018-19 | Cleveland   | 11  | 4   | 20.2 | .342 | .308 | .800  | 1.6 | 1.9 | 1.0 | .3  | 6.7  |
| 2019-20 | L.A. Lakers | 6   | 0   | 13.2 | .318 | .091 | 1.000 | .8  | .5  | .2  | .0  | 2.8  |
| Total   | Total       | 977 | 395 | 26.9 | .419 | .373 | .733  | 3.1 | 2.1 | 1.0 | .2  | 12.4 |

### Playoffs
| Año   | Equipo      | PJ  | PT | MPP  | %TC  | %3P  | %TL   | RPP | APP | ROB | TPP | PPP  |
| ----- | ----------- | --- | -- | ---- | ---- | ---- | ----- | --- | --- | --- | --- | ---- |
| 2007  | Denver      | 4   | 0  | 11.8 | .273 | .000 | 1.000 | 2.3 | .5  | 1.0 | .2  | 4.5  |
| 2008  | Denver      | 4   | 0  | 27.0 | .535 | .318 | .833  | 1.8 | 1.8 | 1.0 | .0  | 18.3 |
| 2009  | Denver      | 16  | 0  | 27.2 | .454 | .358 | .543  | 3.3 | 2.8 | 1.1 | .2  | 14.9 |
| 2010  | Denver      | 6   | 0  | 26.5 | .368 | .355 | .875  | 3.8 | 1.7 | .7  | .3  | 11.2 |
| 2011  | Denver      | 5   | 0  | 15.2 | .356 | .429 | .727  | 2.0 | 1.0 | .4  | .0  | 9.8  |
| 2012  | New York    | 5   | 0  | 35.0 | .316 | .179 | 1.000 | 2.6 | 2.2 | 1.2 | .2  | 12.2 |
| 2013  | New York    | 11  | 0  | 31.9 | .331 | .273 | .721  | 4.7 | 1.4 | 1.0 | .5  | 14.3 |
| 2015  | Cleveland   | 18  | 4  | 31.1 | .403 | .359 | .700  | 4.7 | 1.2 | 0.9 | .6  | 12.8 |
| 2016  | Cleveland   | 21  | 21 | 34.8 | .436 | .430 | .619  | 3.2 | 1.4 | 1.2 | .2  | 11.5 |
| 2017  | Cleveland   | 18  | 18 | 27.1 | .505 | .500 | .455  | 2.3 | .7  | .7  | .3  | 8.1  |
| 2018  | Cleveland   | 22  | 21 | 32.1 | .348 | .367 | .773  | 2.7 | 1.1 | 1.0 | .2  | 8.7  |
| 2020  | L.A. Lakers | 10  | 0  | 7.5  | .269 | .273 | -     | .3  | .3  | .2  | .0  | 2.0  |
| Total | Total       | 140 | 64 | 27.9 | .397 | .367 | .706  | 3.0 | 1.3 | .9  | .3  | 10.7 |

## Palmarés
- 2 x Campeón de la NBA (2016 y 2020)

### Distinciones individuales
- Mejor Sexto Hombre de la NBA (2013)
- Máximo anotador de la CBA (2012)
- CBA All-Star (2012)
- McDonald's All-American Game Co-MVP (2004)